# Vauquelinite
La vauquelinite è un minerale.